# Malý nikolajevský palác
Malý nikolajevský palác (rusky Малый Николаевский дворец) byl jeden z paláců Moskevského kremlu. Nacházel se vedle Čudovského kláštera, v 19. století sloužil jako oficiální rezidence cara při jeho pobytu v Moskvě. Roku 1929 byl zbořen.

## Historie
Na místě Malého nikolajevského paláce stával v 16. a 17. století knížecí dvůr, od roku 1677 v užívání Čudovského kláštera. V roce 1744 zde začali sídlit představitelé Moskevské eparchie. Budova byla poškozena během tzv. morového povstání roku 1771.
V roce 1775 započal moskevský arcibiskup Platon s výstavbou své nové rezidence. Kateřina II. vydělila na stavbu 40 tisíc rublů. Architektem byl jmenován Matvěj Fjodorovič Kazakov, který vyprojektoval stavbu podle poslední módy s výraznou polorotundou o čtyřech sloupech toskánského řádu, zdobenou belvedérem s iniciály arcibiskupa. Ve dvoře byl potom postaven chrám sv. Petra a Pavla. Roku 1824 přistavěli třetí patro, jehož konstrukce byla dřevěná, obložená cihlami.
V roce 1817 sem přesídlil palácový úřad, hned o rok později se zde usadil velkokníže Mikuláš Pavlovič (budoucí car Mikuláš I.). 17. dubna 1818 se mu zde také narodil syn, budoucí car Alexandr II. 8. září 1826 zde car osobně hovořil s Alexandrem Sergejevičem Puškinem. Právě díky častým pobytům Mikuláše I. se začal objekt nazývat Malým nikolajevským (mikulášským) palácem, stal se oficiální rezidencí cara při pobytu v Moskvě.
Mikuláš I. chtěl nechat na sklonku svého života palác přestavět podle projektu Konstantina Andrejeviče Tona, po jeho smrti však Alexandr II. práce zastavil, aniž by se vzhled paláce stačil proměnit.
Na konci října 1917 byl palác silně poničen při bolševické dělostřelbě na Kreml. Z vyvýšeného místa na břehu řeky Moskvy pálily dvě houfnice, jedna cílila na Malý nikolajevský palác, druhá na Spasskou bránu.
V roce 1929 byl palác stržen, aby na jeho místě v letech 1932-1934 postavili vojenskou školu Rudé armády (objekt znám jako budova č. 14).
Roku 2016 byly při demontáží budovy č. 14 objeveny základy Malého nikolajevského paláce. Bolševici roku 1929 ve spěchu základy paláce pouze zalili betonem, takže byly velmi dobře zakonzervovány. Dokonce se nalezly i zbytky nátěru z 19. století. Prozatím se o obnově paláce neuvažuje.

## Galerie

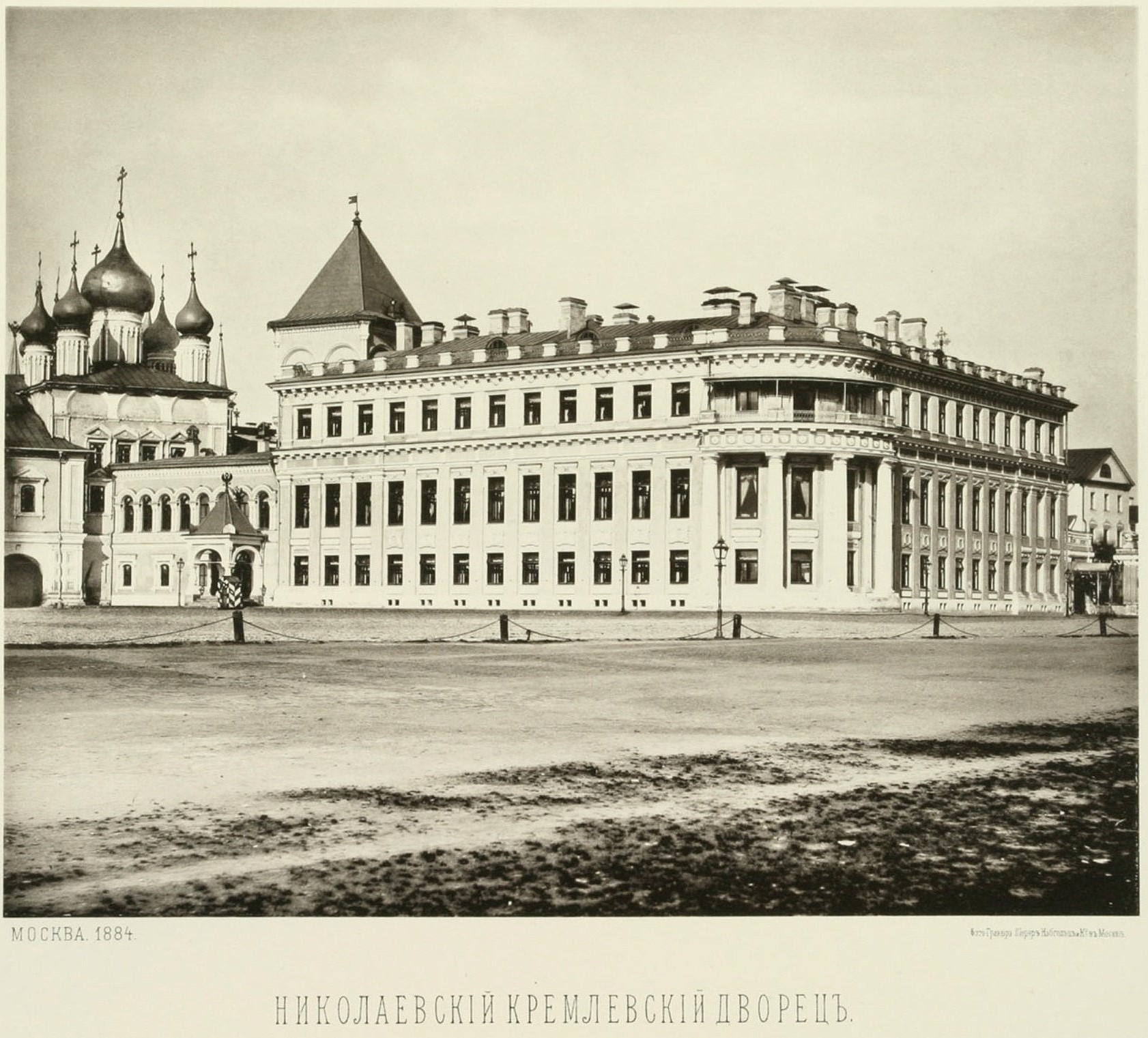
Palác roku 1884
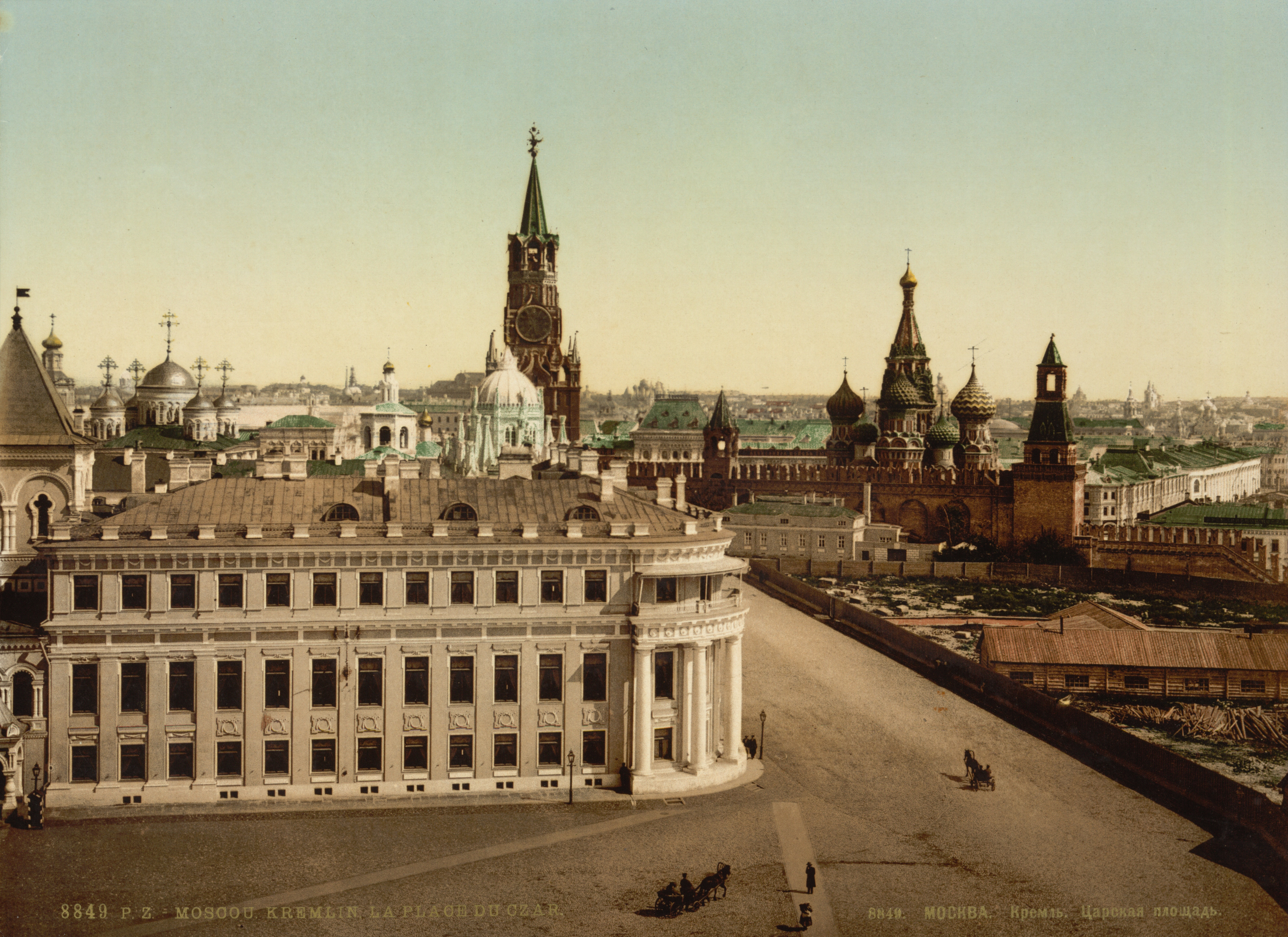
Předrevoluční pohlednice
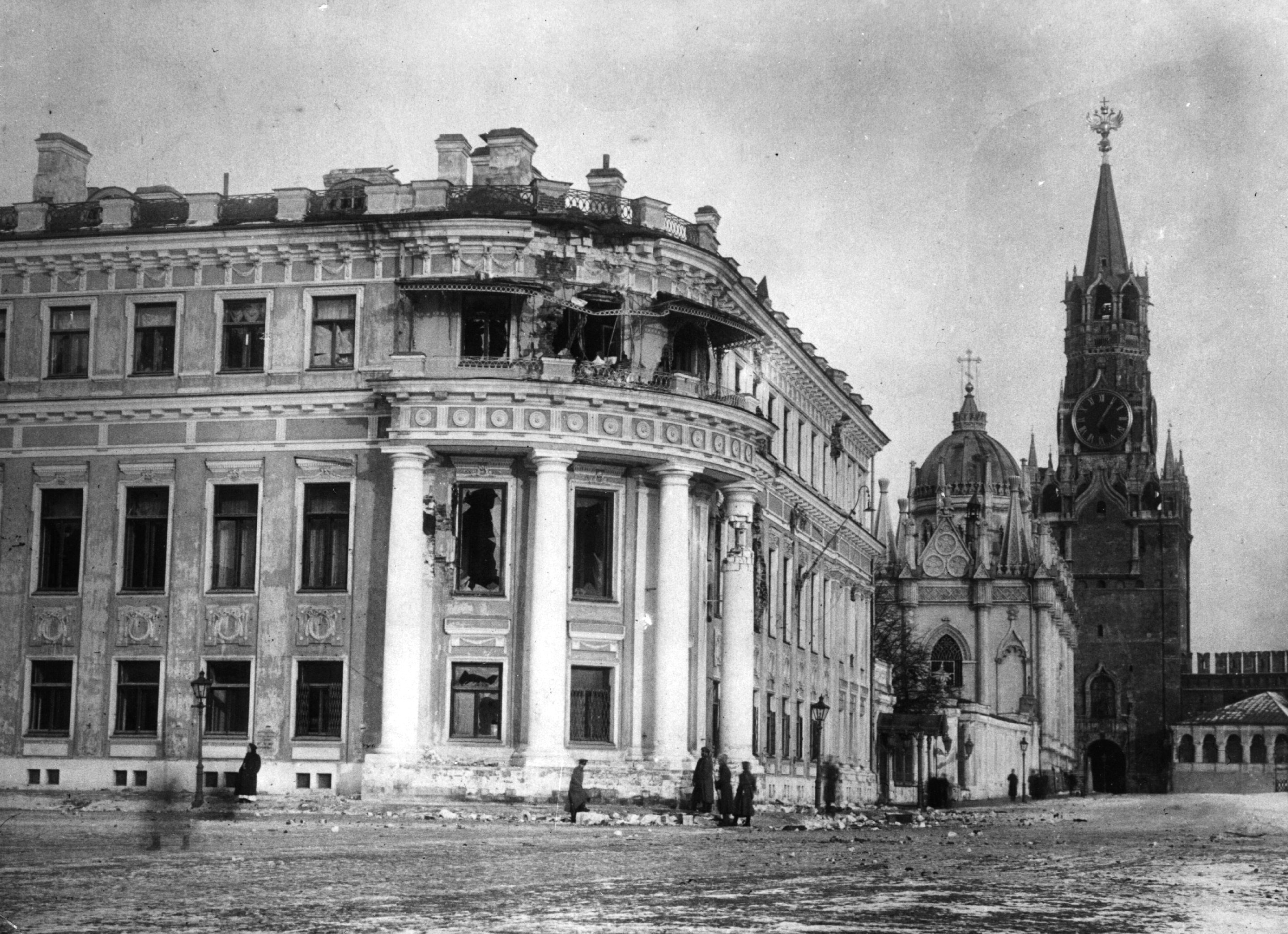
Následky ostřelování roku 1917
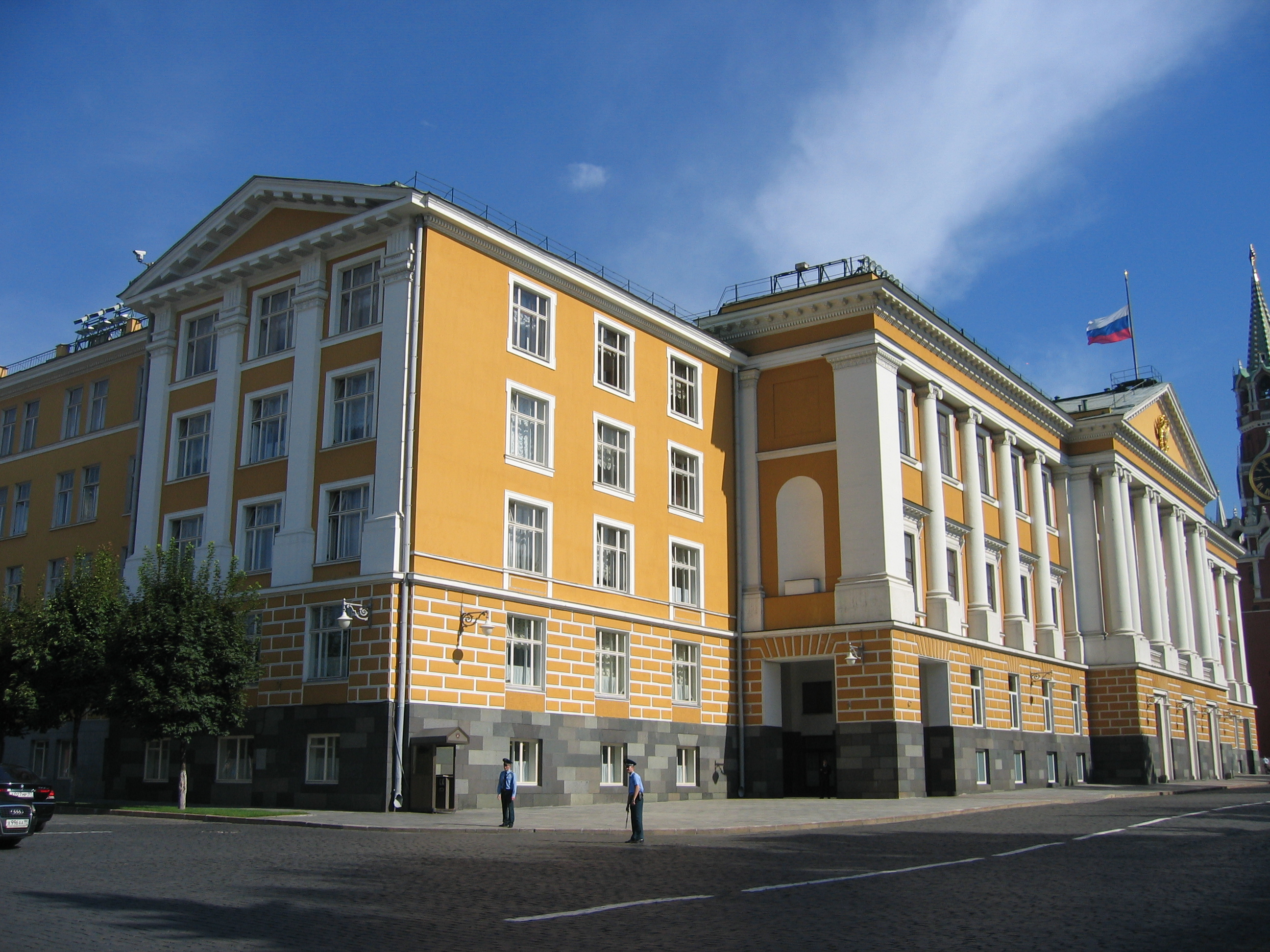
Budova č. 14, která palác nahradila